# 阿卡瓦林卡古人類足跡

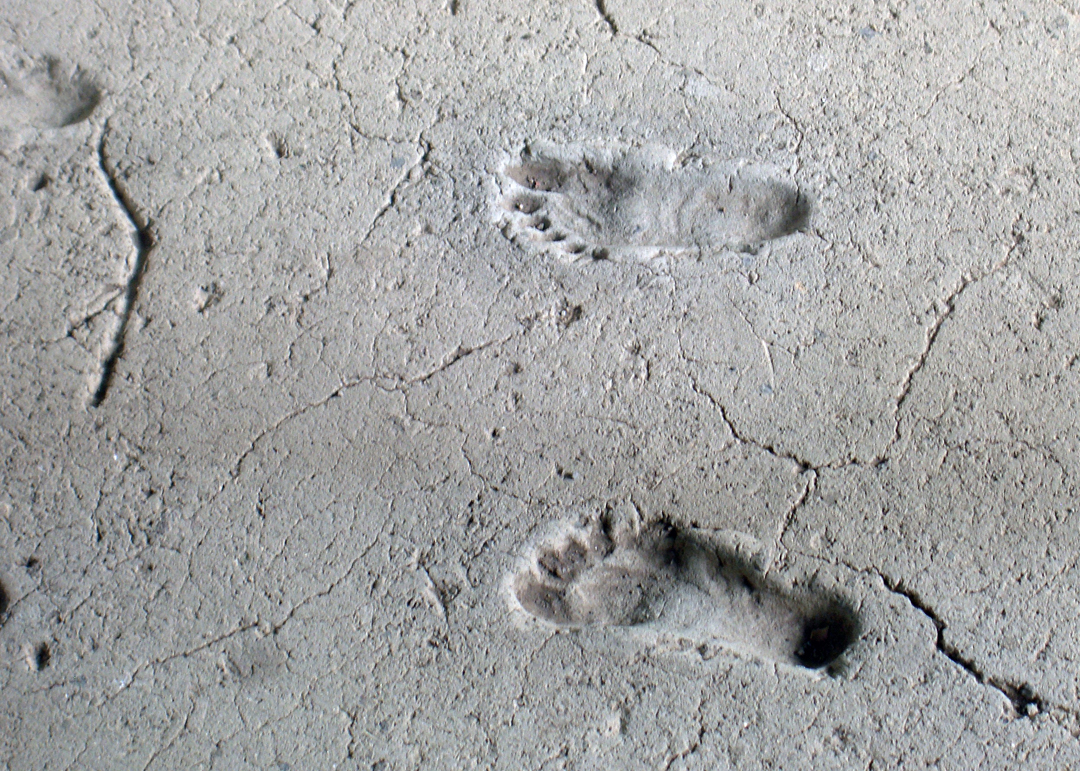
於馬拿瓜阿加華林加保存的古人類足跡

阿卡瓦林卡古人類足跡（西班牙語發音：[akawaˈliŋka]）是於尼加拉瓜馬拿瓜西北部阿卡瓦林卡地區，一處長達4公里，距今約6,000年前人類足跡遺留在泥炭上的痕跡。於1874年，採石場工人作業時偶然發現。這些足跡並非只有1人，經考古學家確認有身高150公分的成人及約10歲左右兒童等人。1953年，在當地建有阿加華林加古人類足跡博物館。